# Antiblemma censura
Antiblemma censura là một loài bướm đêm trong họ Erebidae.